# Велижанский район
Велижа́нский райо́н — упразднённый район в составе Тюменской области РСФСР.
Образован на основании постановления ВЦИК от 25 января 1935 года в составе Омской области.
В район вошло 12 сельсоветов Нижнетавдинского и 6 сельсоветов Тюменского районов: Александровский, Ахманский, Большезаморозовский, Бухтальский, Велижанский, Глубоковский, Искинский, Кругловский, Михайловский, Миягинский, Новоникольский, Носыревский, Понизовский, Соколовский, Спасский, Тарманский, Чугунаевский, Юрт-Искинский.
19 сентября 1939 года — упразднён Кругловский сельсовет.
14 августа 1944 года — передан в состав образованной Тюменской области.
17 июня 1954 г. упразднены Понизовский и Юрт-Искинский сельсоветы. 28 июня 1956 г. упразднён Спасский сельсовет. 24 марта 1960 г. упразднены Ахманский, Большезаморозовский и Соколовский сельсоветы. 5 октября 1961 г. упразднён Михайловский сельсовет.
28 апреля 1962 года — район упразднён
Искинский, Новоникольский, Носыревский, Чугунаевский сельсоветы переданы в Нижнетавдинский район. Александровский, Бухтальский, Велижанский, Глубоковский, Миягинский, Тарманский сельсоветы — в Тюменский район.